# Герб на Камерун
Гербът на Камерун се състои от щит с надписи (на английски и френски) над и под него. Зад щита са две кръстосани фасции. Щитът е със същия цвят като знамето на Камерун, в центъра е схематична карта на страната. Везните на правосъдието се наслагват върху карта на страната. Надписът по-долу показва името на страната на френски език и датата на нейната независимост. Горният надпис съдържа националното мото: Paix, Travail, Patrie (Мир, труд, отечество). Фасциите са символ на властта в републиката и скалата на справедливостта представлява справедливост.

## История
След независимостта на страната правителството одобрява печат, изобразяващ женска глава. Този печат е бил използван само една година, след което е приет герб, подобен на настоящия. На първата версия на лентата, поставена над щита, е надписът: „Република Камерун - 1 януари 1960 г.“ – името на страната и датата на независимост. Под щита на лентата с мото е слоганът „Мир, работа, отечество“. През 1961 г. се извършва обединението на Източен и Южен Камерун. В тази връзка текстът е променен. Името на страната е променено на „Федерална република Камерун“ и датата на независимост е заличена. През 1972 г. Федерална република Камерун е трансформирана в Обединена република Камерун. През 1975 г. името на държавата е съкратено на „Република Камерун“ и една от сините звезди на герба е премахната. През 1984 г. цветът на звездите е променен от син в златист. През 1986 г. са направени окончателните промени и всички лозунги са написани на двата езика, говорени в страната.

## Други гербове
- Герб на Британски Камерун (1922 – 1961)
- Предложение за герб на Германски Камерун (1914)